# Kalakodu, Mudigere
Kalakodu là một làng thuộc tehsil Mudigere, huyện Chikmagalur, bang Karnataka, Ấn Độ.